# 安慶慘案
安庆惨案又稱三二三反革命事件，是北伐戰爭時期的一起中国国民党清党事件。
當時蒋介石決定打击中國國民黨黨內的中國国民党左派和中国共产党黨員，並於1927年3月23日在安徽安庆下令总司令部特务处长杨虎指揮青红帮成員破壞中國国民党左派主導的中國國民黨安徽省党部和中國共产党主導的安徽省总工会、安徽省农会、安慶市妇女协会，衝突中多人被打伤。随后蒋介石任命28名安徽政务委员，其中大多数是安福系、西山会议派成員。